# فیلتر خلأ با استوانه دوار

فیلتر خلا با استوانه دوار از نوع اولیور.

فیلتر خلا با استوانه دوار(به انگلیسی: Rotary vacuum-drum filter) گونه خاصی از تجهیزات فیلتراسیون می باشد که در آن از یک غشاء دوار و جریان خلاء برای جداسازی مواد جامد از دوغاب استفاده می شود.عملکرد این دستگاه به این ترتیب است که یک استوانه دوار که دیواره آن را غشاء فیلتر تشکیل می دهد داخل دوغاب شامل مواد جامد چرخش می کند.به طور همزمان جریان منفی فشار از داخل استوانه موجب عبور ذرات از فیلتر می شود.این فرایند منجر به تشکیل یک فیلتر کیک در سطح استوانه می شود.در قسمت بالا استوانه تیغه ای قرار دارد که کیک تشکیل شده را ار استوانه جدا کرده و سطح فیلتر مجدداً آماده استفاده می شود.